# Il giudice e il commissario: L'apparenza inganna
 Il giudice e il commissario: L'apparenza inganna (Femmes de loi: À bout de force) è un film per la televisione del 2003 diretto da Emmanuel Gust.
Di produzione francese, questo poliziesco costituisce il quinto episodio della seconda stagione della serie.

## Trama
Narra delle indagini condotte da Elisabeth Brochène con l'aiuto del tenente Marie Balaguère sulla morte di una ragazza, Lydia Leclerc e mentre si cerca il colpevole, Hervé Berg, agente di polizia, chiede di essere ascoltato.